# Corycia (bướm đêm)
Corycia  là một chi bướm đêm thuộc họ Noctuidae.